# Pamplemousse - l'album en vie
Pamplemousse - l'album en vie est une compilation de chansons d'artistes québécois sortie en 2005. La liste de lecture est d'une durée de 48 min 11 s. Elle est disponible sur toutes les plateformes de streaming.

## Liste des titres
| No  | Titre                                     | Auteur                              | Durée |
| --- | ----------------------------------------- | ----------------------------------- | ----- |
| 1.  | Laissez passer les clowns                 | Marc Déry                           | 4:32  |
| 2.  | Je bois                                   | Kevin Parent                        | 3:34  |
| 3.  | Laura                                     | Mara Tremblay                       | 3:50  |
| 4.  | Ailleurs                                  | Elie Haroun                         | 5:38  |
| 5.  | Au pays de Candy                          | Stefie Shock et Mary Burke          | 2:18  |
| 6.  | Jef                                       | Lulu Hugues                         | 4:16  |
| 7.  | Avec l'amour                              | Karim Diouf et Élage Diouf          | 3:59  |
| 8.  | Dehors juillet                            | Paul Piché et Daniel Boucher        | 4:47  |
| 9.  | Fuir le bonheur de peur qu'il ne se sauve | Ariane Moffatt                      | 4:00  |
| 10. | À Sophie qui a quinze ans                 | Louis Larivière                     | 5:14  |
| 11. | Signe distinctif                          | Charles Dubé                        | 2:58  |
| 12. | Tout l'monde est malheureux               | presque tous les artistes du disque | 3:02  |

## Commentaires
- La chanson Dehors juillet rend hommage à Dédé Fortin, chanteur du groupe Les Colocs qui s'est suicidé en 2000.